# Fils de joie
Fils de joie è un singolo del cantante belga Stromae, pubblicato il 4 marzo 2022 come terzo estratto dal terzo album in studio Multitude.

## Descrizione
Il brano, un'unione di baile funk e musica classica, racconta la storia di un tributo nazionale ad una sex worker scomparsa.
La canzone si basa sul Preludio n. 6 in re minore (BWV 851) tratto dal primo libro del Clavicembalo ben temperato di Johann Sebastian Bach.

## Video musicale
Il video musicale, diretto da JHenry Scholfield, Luc Van Haver, Paul Van Haver e Coralie Barbier e prodotto da Mosaert Label e Spotify, è stato pubblicato l'8 marzo 2022 sul canale YouTube del cantante.
In un paese immaginario, lo Stato celebra il funerale di una prostituta. Stromae omaggia la donna cantando da un podio per i cittadini riunitisi alla funzione.

## Date di pubblicazione
| Paese    | Data           | Formato                | Nota  |
| -------- | -------------- | ---------------------- | ----- |
| Italia   | 4 marzo 2022   | Contemporary hit radio | [ 3 ] |
| Germania | 24 giugno 2022 | 7"                     | [ 6 ] |